# Didier Camberabero
Didier Camberabero (Valence, 9 de enero de 1961) es un entrenador y exjugador francés de rugby que se desempeñaba como apertura. Desde 2011 es entrenador del pequeño club RC Agde.
Camberabero es el tercer máximo anotador de puntos de Les Blues con 354 puntos en 36 partidos, por detrás de Christophe Lamaison (380 puntos en 37 partidos) y Thierry Lacroix (367 puntos en 43 partidos).

## Biografía
Didier proviene de una familia francesa con gran tradición en el rugby, su hermano también fue profesional, su padre y su tío fueron dos hermanos que jugaron para Les Blues. Sirvió en la Marina Francesa entre 1979 y 1995 cuando la dejó para dedicarse de lleno al rugby luego de la apertura del deporte al profesionalismo en 1995. En 1984 en un partido internacional entre Francia y Polonia en Varsovia le fue prohibido su ingreso al por entonces país comunista porque Camberabero pertenecía a las Fuerzas Armadas Francesas.
En 2003 debutó como entrenador de backs en el Union Sportive Bressane de la Pro D2 (segunda división de Francia), en 2006 finalizó su contrato y fue contratado por el Racing Métro 92 del Top 14 para ser entrenador de backs, renunció por disputas con Philippe Benetton (1° entrenador) en febrero de 2007. Realizó el curso de entrenador y en 2009 fue contratado por su club natal La Voulte sportif dirigiéndolo hasta 2011 cuando fue contratado por el RC Agde.

## Participaciones en Copas del Mundo
Disputó la Copa del Mundo de Rugby de Nueva Zelanda 1987 siendo compañero de Philippe Sella y Serge Blanco, Les Blues mostrarían un gran nivel a lo largo del torneo, ganaron su grupo concediendo solo un empate ante Escocia, vencieron a Fiyi en Cuartos de final, derrotaron a los Wallabies en semifinales y perdieron la final ante los All Blacks en su casa. Cuatro años más tarde en Inglaterra 1991, Camberabero se retiraría de su selección. Francia ganaría la fase de grupos con puntaje perfecto pero caerían de nuevo ante el anfitrión, esta vez el XV de la Rosa en cuartos de final.
| Mundial                       | Sede          | Resultado        | PJ | Puntos |
| ----------------------------- | ------------- | ---------------- | -- | ------ |
| Copa Mundial de Rugby de 1987 | Nueva Zelanda | Subcampeón       | 4  | 53     |
| Copa Mundial de Rugby de 1991 | Inglaterra    | Cuartos de final | 3  | 36     |

## Palmarés
- Campeón del Torneo de las Cinco Naciones en 1983.
- Campeón de la Copa de Francia de 1986.